# 송진백
송진백(宋鎭百, 1905년 10월 3일~1983년 12월 18일)은 대한민국의 정치가이다. 본관은 은진(恩津)이며 호(號)는 운파(雲波)이다.

## 약력
- 경성중동학교를 졸업하였다.
- 대전 보문중학교 설립기성회장을 역임하였다.
- 1948년 5월 10일 : 제헌 국회의원(충남 대덕)
- 자유당 촉탁위원(1957년)

## 역대 선거 결과
|  | 21.40% |

|  | 13.79% |

|  | 7.40% |

## 참고 자료
- 《대한민국 의정총람》, 국회의원총람발간위원회, 1994년
- 송진백 - 대한민국헌정회